# Галеата
Галеата (итал. Galeata) је насеље у Италији у округу Форли-Чезена, региону Емилија-Ромања.
Према процени из 2011. у насељу је живело 2090 становника. Насеље се налази на надморској висини од 235 м.

## Становништво
| 1951. | 1961. | 1971. | 1981. | 1991. | 2001. | 2011. |
| ----- | ----- | ----- | ----- | ----- | ----- | ----- |
| 4.217 | 3.282 | 2.397 | 2.388 | 2.237 | 2.291 | 2.516 |